# Disco di Alderson

Illustrazione schematica di un disco di Alderson

Un disco di Alderson (chiamato così dal nome del suo ideatore, Dan Alderson) è un pianeta artificiale ipotetico a forma di disco, simile nell'aspetto ad un CD o ad un 33 giri, in cui al centro del foro centrale è situato l'astro principale attorno a cui è situato l'habitat artificiale. Il raggio di un disco di Alderson dovrebbe essere equivalente all'orbita di Marte o Giove, con uno spessore di molte migliaia di chilometri.
Il disco di Alderson è stato immaginato e descritto per la prima volta da Dan Alderson (1941-1989), scienziato del Jet Propulsion Laboratory ed esponente di spicco del fandom della fantascienza.